# 薩爾達傳說合輯
《薩爾達傳說合輯》是一款任天堂GameCube的專用遊戲，它收錄了發售於先前家用遊戲主機上的薩爾達傳說系列作品，在這之中也包含了最新薩爾達傳說遊戲（即《薩爾達傳說 風之律動》）的試玩版。

## 收錄作品
《薩爾達傳說合輯》收錄了下列《薩爾達傳說》的系列作品:
- 塞尔达传说
- 林克的冒險
- 薩爾達傳說 時之笛
- 薩爾達傳說 魔吉拉的面具
- 薩爾達傳說 風之律動 20分鐘試玩版

儘管這個合輯收錄了大部份的《薩爾達傳說》系列作，但它並未包含《塞尔达传说 众神的三角力量》，因為這個遊戲已在Game Boy Advance上發售，任天堂指出這兩款遊戲可以透過Game Boy Player，在Nintendo GameCube上玩到所有著名的薩爾達傳說系列作品。

## 取得方式
這個合輯從未在市面上販售，它只能透過下列方式取得:
- 在 GameCube 的包裝內（美國和歐洲）[2][3]。
- 任天堂在世界上的網站和俱樂部會員的獎品，特別是那些有註冊任天堂遊戲和硬體的人（在美國、歐洲、日本、澳洲），或者是有訂閱《Nintendo Power》雜誌的人（美國）。